# Suzanne Hopper
Suzanne Michelle Waughtel-Hopper (* 11. November 1970 in Dayton, Ohio; † 1. Januar 2011 in Enon, Ohio) war eine Hilfssheriffess (Deputy) aus Clark County, Ohio. Sie wurde während eines Einsatzes erschossen.

## Schießerei in Enon
Am späten Vormittag des 1. Januar 2011 wurde der Polizei von Clark County ein Schuss auf einen Wohnwagen am Enon Beach Campground bei Springfield gemeldet. Deputy Hopper und ihr Partner Sergeant Dustin White begaben sich daraufhin zum Trailerpark und begannen mit der Erhebung des Vorfalles. Während White mit Zeugen sprach, suchte Hopper in der Nähe nach Spuren. Die beiden Beamten gingen davon aus, dass sich der Täter nicht mehr vor Ort befand, trotzdem hatten sie vorschriftsmäßig ihre Schutzwesten angelegt.
Als Hopper einen Fußabdruck fotografieren wollte, wurde sie plötzlich von einem Wohnwagenanhänger heraus ohne Vorwarnung mit einer Shotgun in den Kopf geschossen. Der Täter verschanzte sich anschließend in seinem Wohnwagenanhänger und wurde von der Polizei umstellt. Auch ein Teil der nahe gelegenen Interstate 70 musste gesperrt werden. Der folgende Einsatz wurde von Kamerateams festgehalten. Während Suzanne Hopper regungslos am Boden lag, wurde beim Schusswechsel mit dem Täter auch ein Beamter aus German Township angeschossen und an Arm und Schulter verletzt. Der Täter wurde schließlich beim Zugriff durch ein SWAT-Team getötet, nachdem er sich trotz mehrmaliger Aufforderung nicht ergeben wollte.

## Auswirkungen
Suzanne Hopper war verheiratet und Mutter von zwei Töchtern. Sie arbeitete seit 1999 als Hilfssheriff in Clark County und war in dieser Tätigkeit bereits mehrfach belobigt worden. 2011 wurde sie posthum zum Hilfssheriff des Jahres gewählt. Präsident Barack Obama gedachte ihr und zwei weiteren getöteten Polizisten am National Peace Officers Memorial Service 2012 in Capitol Hill. 2013 wurde ein Abschnitt der Interstate 70, zwischen Interstate 675 und Enon Road, in Deputy Suzanne Hopper Memorial Highway umbenannt.
Nach dem Vorfall wurde bekannt, dass der Täter Michael Ferryman bereits 2001 auf Polizisten geschossen hatte und erst nach 26 Stunden zur Aufgabe überredet werden konnte. Er war jedoch wegen Unzurechnungsfähigkeit freigesprochen und in eine psychiatrische Anstalt eingewiesen worden, aus der er 2005 entlassen wurde. Da keine Verurteilung erfolgt war, wurde dieser Vorfall nicht in dessen Akte vermerkt und die beiden Beamten Hopper und White wussten deshalb nichts über dessen potentielle Gefährlichkeit. Um künftig unzurechnungsfähige, freigesprochene Gewalttäter im Polizeisystem zu vermerken, wurde ein Gesetz erlassen, welches im September 2013 in Kraft trat und als Deputy Suzanne Hopper Act bezeichnet wird. Es war im März 2013 vom Senat von Ohio mit 32:1 angenommen und im Mai dem Repräsentantenhaus von Ohio vorgelegt worden, wo es eine Zustimmung von 92:0 fand. Im Juni folgte die Unterzeichnung durch Gouverneur John Kasich.